# كريستا وينسلو
كريستا وينسلو (23 كانون الأول 1888 - 10حزيران 1944)، سابقاً البارونة كريستا هاتفاني دي هاتفان، كانت روائية وكاتبة مسرحية ونحّاتة ألمانية مجرية، اشتهرت بمسرحية جيستن اونتايتا (المعروفة تحت عدة عناوين، انظر أدناه)، تم تصويرها في 1931 مثل مادشين بالزي الرسمي والطبعة الجديدة في 1958..

## السيرة الشخصية
ولدت في دارمشتات. بعد وفاة والدتها في وقت مبكر، تم إرسالها إلى كايزرين أوغوستا شتيفت، وهي مدرسة داخلية صارمة للغاية في بوتسدام. في هذه المؤسسة، تم تدريب فتيات الطبقة الأرستقراطية على تعلم الانضباط والخضوع. بعد أن تركت المدرسة، تزوجت من البارون لودفيج هاتفاني (1880-1961)، وهو كاتب مجري ثري ومالك أرض.
أثناء زواجها من هاتفاني، كتبت وينسلو داس مادشين مانويلا («الطفل مانويلا»)، رواية قصيرة تستند إلى تجربتها في كايزرين أوغوستا، بعد فترة وجيزة، انفصل زواجها، لكن هاتفاني منحها بَدَل سخي بعد طلاقهما. صدرت تلك الرواية عام 1933.
كانت وينسلو مشارِكة في علاقة مع مراسلة الصحيفة دوروثي طومسون، ربما قبل الحرب العالمية الثانية عندما كانت طومسون تكتب من برلين.
كتبت وينسلو بعد ذلك المسرحية جيستن اونتايتا (حرفيا «أمس واليوم»).
تم رفض العنوان الأصلي لكونه غير مُشوِّق، لذلك أعيدت تسمية المسرحية ريتر نيستان (حرفياً: «نايت نيريستان») عندما ظهرت في عام 1930 في لايبزيغ. عندما تم إحضارها إلى برلين، تمت إعادة تسميتها مرة أخرى إلى كرانخيت دير ليبي (اشتعلت «مرض الحب»).
في عام 1932، تم تقديم مسرحيتها كـ «أطفال يرتدون الزي الرسمي» (مقتبس باللغة الإنجليزية بواسطة باربرا بورنهام) في مسرح الدوقة في لندن مع كاثلين نيسبيت وجيسيكا تاندي في فريق التمثيل.
أدى نجاح المسرحية إلى إنتاج فيلم مادشين بالزي الرسمي (1931)؛ كانت وينسلو أحد كُتّاب السيناريو. حقق مادشين بالزي الرسمي نجاحًا كبيرًا على الصعيدين المالي والنقدي. كان هذا بسبب شكلها الجمالي الطموح وحقيقة أن النساء فقط يؤدين فيها. تم التقليل من أهمية الجانب السحاقي من القصة وصُوّر على أنه سحق مراهق، على الرغم من أن وينسلو شاركت في تأليف السيناريو، وعملت ليونتين ساجان، التي شددت في المسرحية على الجانب السحاقي، كمخرج.
المسرحية تنتهي بشكل مختلف عن الفيلم. في المسرحية، الطالبة الشابة، مانويلا، تم تدميرها بسبب رفض معلمتها، فرويلاين إليزابيث فون بيرنبرج، التي لم تجرؤ على الوقوف إلى جانب مانويلا ضد مديرة المدرسة أو معارضة الأساليب التعليمية القاسية الصارمة. مانويلا تنتحر. الفيلم أكثر غموضًا، حيث تحاول فون بيرنبرج الدفاع عن الطالبة وعن نفسها. يمكن تسجيل كريستا وينسلو على أنها كتبت أول مسرحية مفصّلة عن السحاق في جمهورية فايمار.
بناءً على إشادة المسرحية، انتقلت وينسلو إلى برلين، حيث كانت هناك ثقافة فرعية للمثليات. كان لديها الكثير من المال (من بَدَل زوجها السابق)، وعملت كنحّات حيوانات، ولديها دائرة واسعة من الأصدقاء. كانت عضوًا في SPD (الحزب الاشتراكي الديمقراطي الألماني، ثم الإصلاح الماركسي إلى حد كبير في التوجه)، وكانت منفتحة بشأن حياتها الجنسية.
انتقلت إلى فرنسا في أواخر الثلاثينيات من القرن العشرين، هربًا من النازيين. خلال الحرب العالمية الثانية، انضمت إلى المقاومة الفرنسية. على عكس ما يُقال في كثير من الأحيان، لم يُعدمها النازيون. بدلاً من ذلك، في 10 حزيران 1944، تم إطلاق النار على وينسلو وشريكتها الفرنسية سيمون جينتيت على يد أربعة رجال فرنسيين في غابة بالقرب من بلدة كلوني الريفية. لم يتم توضيح السبب الدقيق لقتلها هي وجينتيت بشكل كامل، ولكن من المفترض أن الرجال الفرنسيين اشتبهوا خطأً في أنهم جواسيس نازيين.

## المنشورات
- وينسلو، كريستا، 1999: مادشين بالزي الرسمي (إعادة إصدار)، Daphne Verlag(ردمك 3-89137-033-4)
- وينسلو، كريستا، تبدأ الحياة . لندن: تشابمان آند هول (1935). الترجمة الإنجليزية لأجنيس نيل سكوت.

## روابط خارجية
- سيرة كريستا وينسلو، بناءً على مقال بقلم كلوديا شوبمان، برلين 2005
- باللغة الألمانية Lespress: Christa Winsloe und die Mädchen in Uniform
- باللغة الألمانية Dykesvision: Kritik zu Mädchen بالزي الرسمي
- كريستا وينسلو في قاعدة بيانات الأفلام على الإنترنت